# پروانه شکار

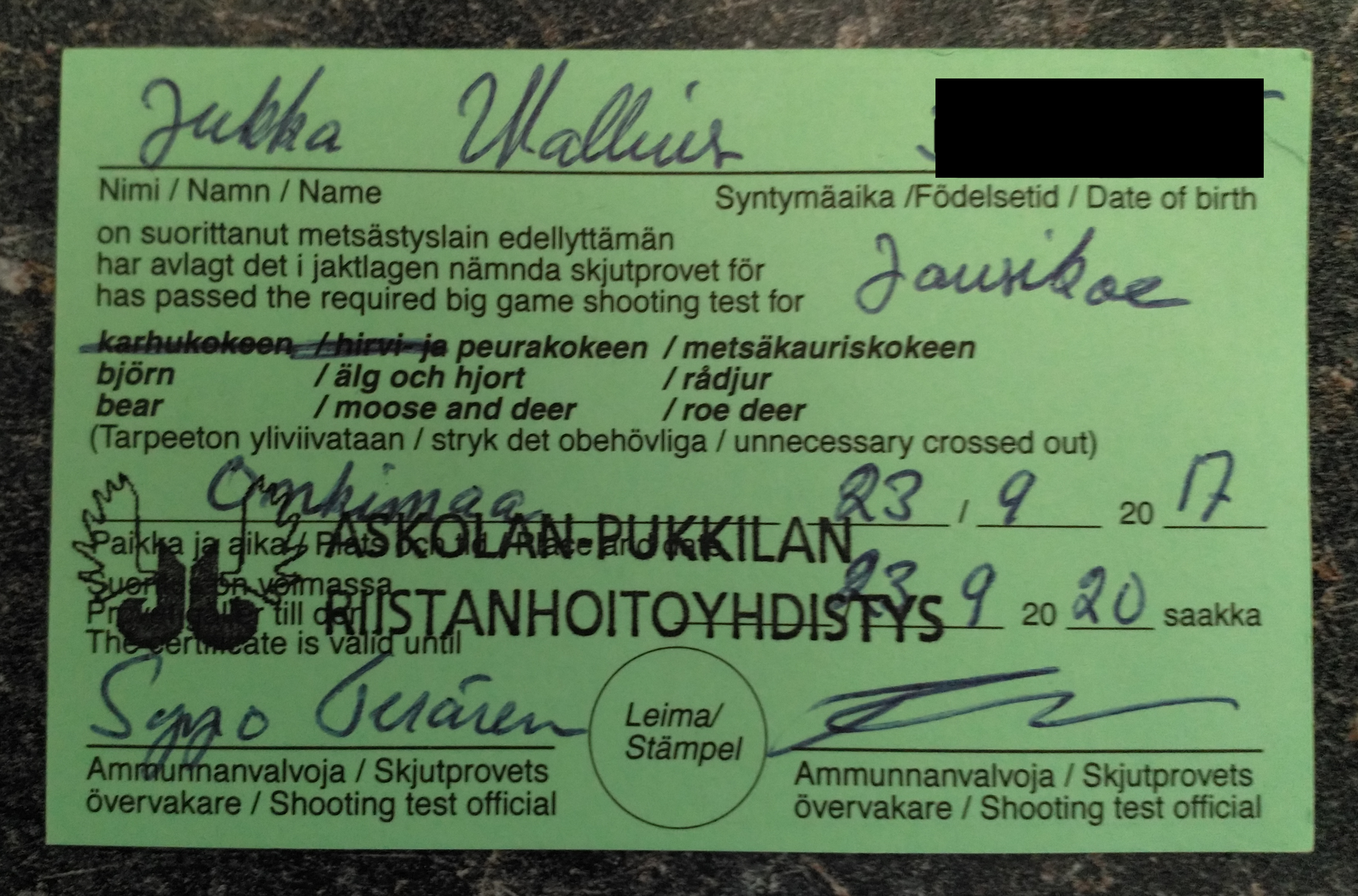
پروانه شکار با کمان فنلاند

پروانه شکار، مجوز شکار یا اجازه شکار، یک مکانیسم قانونی یا مقررات قانونی برای کنترل شکار اعم از تجاری و تفریحی است. مجوزی که به‌طور خاص برای شکار تفریحی ایجاد شده است نیز، گاهی مجوز شکار نامیده می‌شود.
شکار ممکن است به‌طور غیررسمی توسط قانون نانوشته، خویشتن‌داری، قوانین اخلاقی یا قوانین دولتی تنظیم شود. اهداف درخواست پروانه شکار شامل حفاظت از گنجینه‌های طبیعی، و افزایش درآمد مالیاتی (اغلب، اما نه همیشه، برای وجوه ویژه) است.

## تاریخی

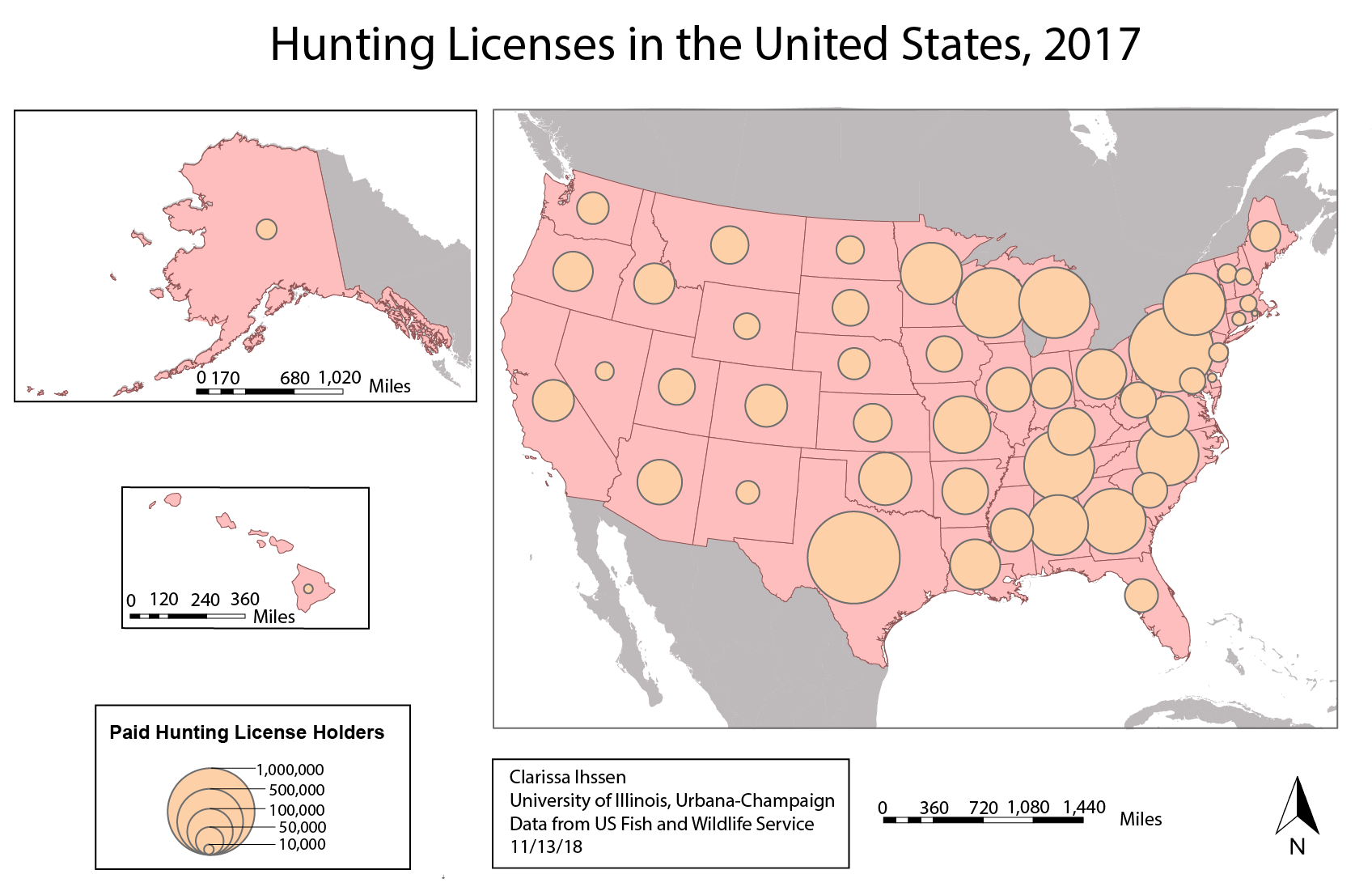
نقشه کل پروانه شکار خریداری‌شده در ایالات متحده در سال ۲۰۱۷

پروانه‌های شکار هزاران ساله است. یکی از اولین قوانین شکار در سنت کامن لا از زمان ویلیام یک (حکومت در انگلستان از سال ۱۰۶۶) بود. در مدخل پیتربورو کرونیکل در سال ۱۰۸۷، The Rime of King William در این آیه گزارش داد که:
هر که گوزن بالغ نر (hart) یا ماده‌ای (hind) را بکشد،
باید کور شود.